# Peter Schöffer der Jüngere

Titelseite der Wormser Bibel

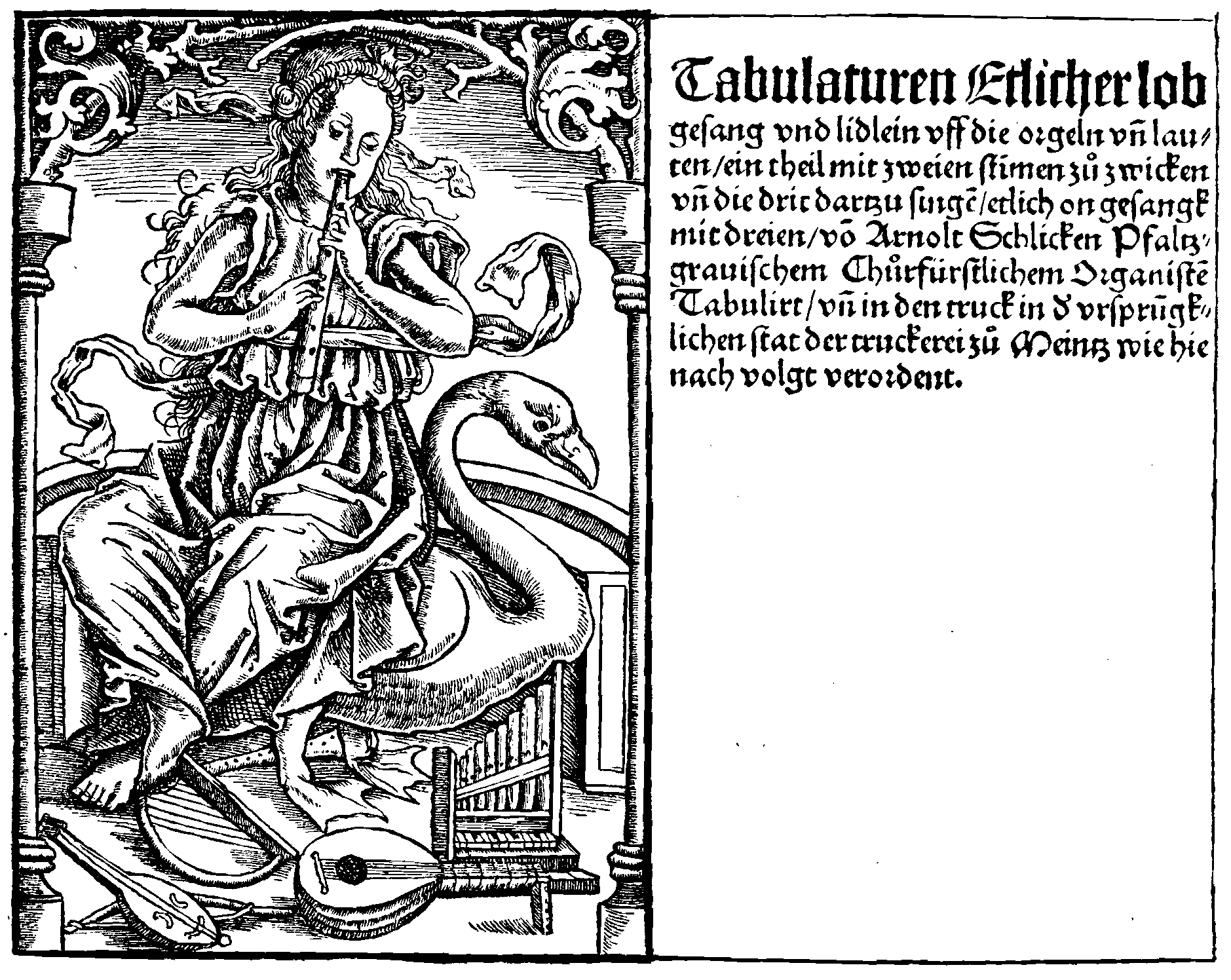
Titelblatt des 1512 von Schöffer gedruckten Tabulaturbuches des Organisten Arnolt Schlick

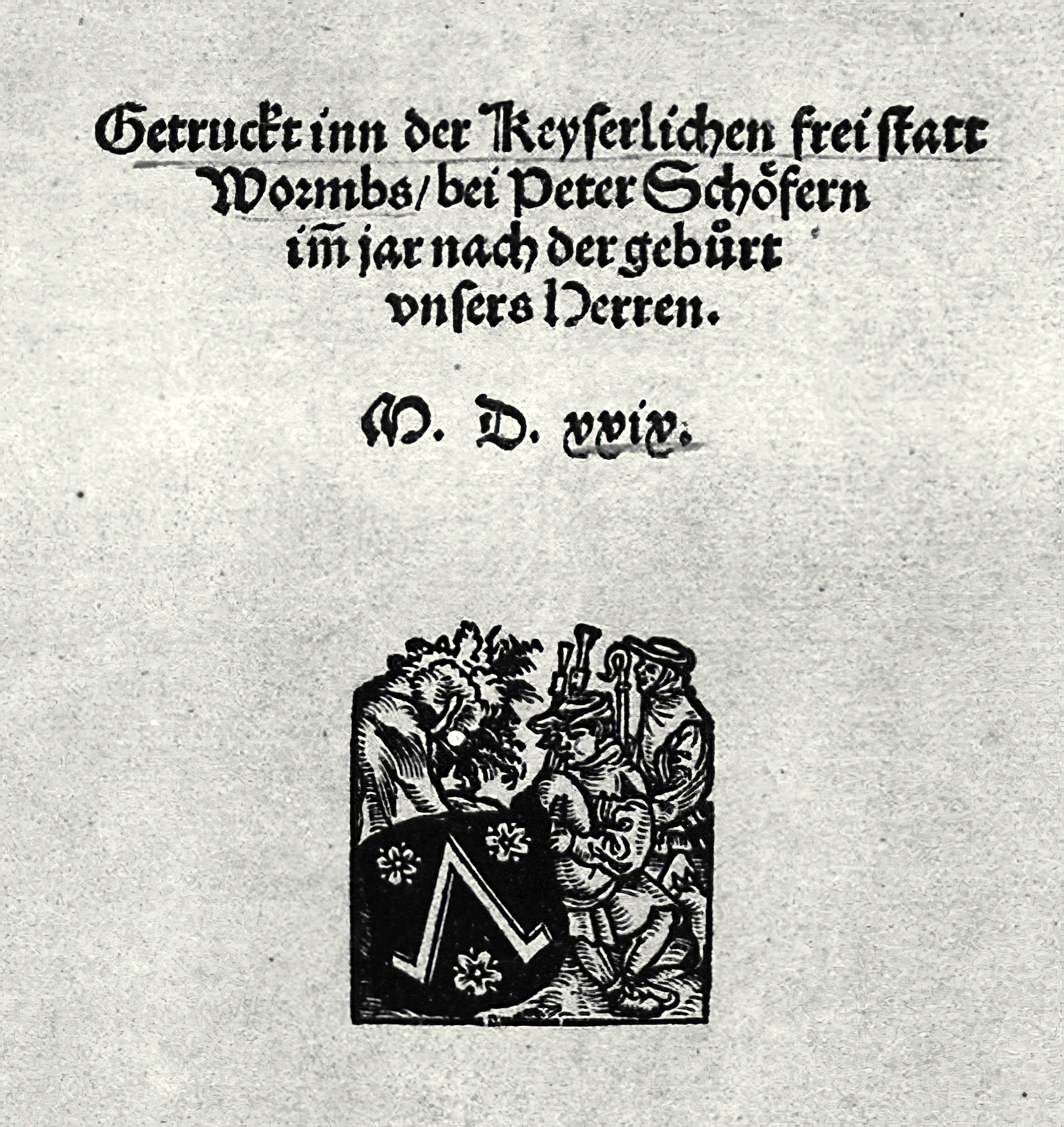
Impressum mit Wappen von Peter Schöffer aus der Wormser Bibel

Peter Schöffer der Jüngere (* zwischen 1475 und 1480 in Mainz; † 1547 in Basel) war ein bekannter Buchdrucker der Reformationszeit in Mainz, Worms, Straßburg, Basel und Venedig. Er spezialisierte sich als Schriftschneider und Schriftgießer zunehmend auf Musikhandschriften.

## Leben und Wirken
Schöffer kam zwischen 1475 und 1480 als zweiter Sohn des Mainzer Buchdruckers und Typografen Peter Schöffer des Älteren und seiner Frau Christine Fust zur Welt. Nachdem er eine gute Schulbildung erhalten hatte, wandte er sich wie sein Vater dem Buchdruck zu und konnte nach dessen Tod 1503 seine erste Werkstatt im Haus der Familie in Mainz, im Haus zum Korb oder auch Schöfferhof genannt, etablieren. Nachgewiesen in den Quellen ist sein eigenständiges Schaffen jedoch erst ab 1510. Er konzentrierte sich auf die Arbeiten des Stempelschnitts, des Schriftschneiders und des Schriftgießers.
Schöffer spezialisierte sich vor allem auf den Druck von Musiknoten und wurde so einer der ersten und bedeutendsten Musikdrucker Deutschlands. Aus seiner Werkstatt stammte auch das im Jahr 1512 publizierte 88 Seiten umfassende Tabulaturbuch Tabulaturen etlicher Lobgesang und Lidlein des Organisten Arnolt Schlick. Bekannt wurde auch Peter Schöffers Liederbuch vom 1. März 1513. Das Liederbuch bestand aus 60 weltlichen und zwei geistlichen Liedern in deutscher Sprache, die dem Chorgesang dienten und der Renaissancelyrik zugeordnet werden können.
Doch bereits am 8. August 1512 musste er das von seinem Vater geerbte Haus in Mainz aus finanziellen Gründen wieder verkaufen und orientierte sich von da an zunehmend nach Worms, in das er 1518 schließlich ganz übersiedelte. In Worms kam Schöffer bald in Kontakt mit reformatorischen Kreisen und druckte unter anderem das erste vollständige Neue Testament in englischer Sprache von William Tyndale (im Jahr 1526), die Wormser Propheten von Hans Denck und Ludwig Hätzer (im Jahr 1527), die Schleitheimer Artikel (in den Jahren 1527 bis 1529) und die Wormser Bibel (im Jahr 1529), welche noch vor der Zürcher Bibel und der Lutherbibel als erste deutschsprachige protestantische Vollbibel erschien. Sie wurde auch Wiedertäuferbibel genannt, und mit Hans Baldung Grien druckte er 1531 in Straßburg eine aufwändige Ausführung. Auch ein unter dem Titel Geystliche Gesangbuechlin publizierter Zweitdruck des evangelischen Chorgesangbuches von Johann Walter stammte aus Schöffers Werkstatt. Etwa 90 Drucke sollen von 1518 bis 1529 in Schöffers Werkstatt in Worms entstanden sein, womit sie als produktivste Etappe seines Lebens gilt. Obwohl Schöffer für die Täuferbewegung gedruckt hatte, blieb diese Tätigkeit weitgehend im Verborgenen. Für Hätzers überarbeitete Theologia Deutsch von 1528 schrieb er sogar ein wohlwollendes Vorwort. Bereits ab Mitte 1527 ging die Obrigkeit gegen die Täufergemeinschaft in Worms vor, doch für Schöffers Druckerei hatte dies keine erkennbaren Einschränkungen.
Nach Vertreibung der reformatorischen Täufer aus Worms und dem Tod seiner ersten Ehefrau, heiratete er am 14. Dezember 1529 die Straßburger Witwe Anna Wechter, womit ihm das Straßburger Bürgerrecht zuerkannt wurde. In Straßburg bildete er zunächst ein gemeinsames Unternehmen mit Johann Schwintzer, seinem früheren Setzer aus Worms. Sein Sohn aus erster Ehe Ivo Schöffer übernahm unterdessen 1531 die Offizin der Familie in Mainz, die sein Onkel Johann führte.
Im Jahr 1539 schloss Peter Schöffer sich mit dem Basler Drucker und Verleger Matthias Apiarius zusammen, mit dem er bereits von 1534 bis 1537 in Straßburg zusammengearbeitet hatte, und nun ausschließlich Musikhandschriften druckte. Zusammen publizierten sie unter anderem das Traktat Rerum musicarum opusculum rarum ac insigne des Theologen und Komponisten Johannes Froschius (im Jahr 1535) und das Liederbuch Fünff und sechzig teutscher Lieder mit Liedern von Komponisten aus dem Straßburger Umkreis (im Jahr 1536). Für kurze Zeit wirkte Schöffer auch in Basel (1539) und Venedig (1541/42). Nach seiner Rückkehr aus Venedig heiratete er in Basel in dritter Ehe Elisabeth Karrer. In seinen letzten Lebensjahren wirkte er noch als Schriftschneider und hinterließ seine Instrumente für den Metallschnitt. Schöffer starb schließlich 1547 in Basel.

## Familie
Schöffer war in erster Ehe mit Katharina verheiratet, ihr Nachname ist jedoch nicht überliefert. Ein Sohn namens Ivo (1500–1555) ist bekannt, er wurde 1531 Nachfolger im Geschäft seines Onkels Johann. 1529 heiratete Schöffer in Straßburg die Witwe Anna Pfintzer, geborene Wechter. Sie starb Ende 1543 oder Anfang 1544 in Basel. Danach war er mit seiner dritten Ehefrau, Elsbeth Karrer, verheiratet, und sie lebten bis zu seinem Tod Anfang 1547 in Basel.

## Gedenken
Die Werkstatt von Schöffer in der Meilenburg wurde im Dreißigjährigen Krieg zerstört. Im 21. Jahrhundert befindet sich an Eulenburgstraße 12 ein Altenheim des Deutschen Roten Kreuzes. In der Stadtbibliothek Worms befinden sich ein Faksimile der englischen Tyndalebibel und zwei Originalausgaben der Wormser Propheten, die im April und September 1527 entstanden waren.
In Gedenken an Peter Schöffer des Jüngeren und sein Werk gibt es eine Stiftung, die – basierend auf dem Geist der Renaissance und christlich−humanistischen Werten – Projekte in Bildung, Kultur und Medien fördert. Die Weninger Stiftung hat zudem einen Peter-Schoeffer-Fonds eingerichtet, um den Zugang zu reformatorischen Schriften zu erleichtern und die Übersetzung der Neuen Genfer Bibel zu ermöglichen.